# Castrul roman de la Chitid
Castrul roman a fost descoperit în județul Hunedoara, pe teritoriului satului Chitid, comuna Boșorod, în toamna anului 2006 de către istoricul hunedorean Dan Oltean, cercetător al civilizației dacice. Descoperirea nu a fost întâmplătoare și a avut la bază o logică simplă: fiecare cetate dacică care apăra intrarea în munte era secondată de un castru roman construit în perioada războaielor daco-romane. Astfel trebuia să existe și un castru pe Valea Boșorodului, romanii cucerind cetatea dacică de aici.